# Lista conților și ducilor de Apulia

Ducatul de Apulia și Calabria în contextul politic al Italiei și Balcanilor din 1084.

Aceasta este o listă a conților și ducilor de Apulia și Calabria din Italia de sud din perioada secolelor al XI-lea și al XII-lea. Comitatul a fost la origine o creație a principelui Guaimar al IV-lea de Salerno, care a fost aclamat ca Duce de Apulia și Calabria de către mercenarii normanzi. În schimb, Guaimar l-a numit pe conducătorul normand Guillaume I "Braț de Fier", membru al clanului lui Tancred de Hauteville, conte de Melfi. Deși niciodată recunoscut de către împărat, Guillaume este de obicei considerat ca fiind primul conte de Apulia și Calabria. În 1047, împăratul Henric al III-lea l-a deposedat pe Guaimar de titlul ducal. În schimb, el l-a numit pe fratele și succesorul lui Guillaume, Drogo de Hauteville ca Dux et Magister Italiae comesque Normannorum totius Apuliae et Calabriae și l-a făcut vasal direct față de puterea imperială.

## Conți de Apulia și Calabria
| Numele contelui, anii de domnie      | Portretul       | Data, locul nașterii, numele părinților                        | Numele soției, anul căsătoriei, numărul copiilor              | Anul și locul decesului  |
| ------------------------------------ | --------------- | -------------------------------------------------------------- | ------------------------------------------------------------- | ------------------------ |
| Guillaume I "Braț de Fier" 1042–1046 |                 | înainte de 1010 fiul lui Tancred de Hauteville și al Muriellei | Guida de Sorrento                                             | 1046                     |
| Drogo 1046–1051                      |                 | înainte de 1010 fiul lui Tancred de Hauteville și al Muriellei | Altrude de Salerno 1047 un copil                              | 10 august 1051 Montiglio |
| Umfredo 1051–1057                    |                 | înainte de 1010 fiul lui Tancred de Hauteville și al Muriellei | Gaitelgrima 2 copii                                           | august 1057              |
| Robert Guiscard 1057–1059            | Robert Guiscard | 1015 fiul lui Tancred de Hauteville și al Fressenda            | Alberada de Buonalbergo 1051 2 copii Sichelgaita 1058 8 copii | 1085 Fiskardo            |

## Duci de Apulia și Calabria
| Numele contelui, anii de domnie | Portretul       | Data, locul nașterii, numele părinților          | Numele soției, anul căsătoriei, numărul copiilor              | Anul și locul decesului |
| ------------------------------- | --------------- | ------------------------------------------------ | ------------------------------------------------------------- | ----------------------- |
| Robert Guiscard 1059–1085       | Robert Guiscard | 1015 fiul lui Tancred de Hauteville cu Fressenda | Alberada de Buonalbergo 1051 2 copii Sichelgaita 1058 8 copii | 1085 Fiskardo           |
| Roger I Borsa 1085–1111         |                 | 1060 fiul lui Robert Guiscard cu Sichelgaita     | Adela de Flandra 1091 1 copil                                 | 22 februarie 1111       |
| Guillaume al II-lea 1111–1127   |                 | 1095 fiul lui Roger I Borsa cu Adela de Flandra  | 1114 fără copii                                               | iulie 1127              |

În 1127, ducatul a trecut în mâinile contelui de Sicilia. Ca urmare, titlul ducal de Apulia și Calabria a fost utilizat cu intermitențe.
| Numele ducelui, anii de domnie                                                              | Portretul | Data, locul nașterii, numele părinților                                     | Numele soției, anul căsătoriei, numărul copiilor                                                 | Anul și locul decesului   |
| ------------------------------------------------------------------------------------------- | --------- | --------------------------------------------------------------------------- | ------------------------------------------------------------------------------------------------ | ------------------------- |
| Roger al II-lea 1127–1134                                                                   | Roger II  | 22 decembrie 1095 Mileto fiul lui Roger I al Siciliei cu Adelaida del Vasto | Elvira de Castilia 1117 6 copii Sibila de Burgundia 1149 2 copii Beatrice de Rethel 1151 1 copil | 26 februarie 1154 Palermo |
| Roger al III-lea 1134–1149 opus lui Rainulf                                                 |           | 1118 fiul lui Roger al II-lea cu Elvira de Castilia                         | necăsătorit                                                                                      | 12 mai 1148               |
| Rainulf 1137–1139 candidat al papei Inocențiu al II-lea și al împăratului Lothar al III-lea |           | fiul lui Robert, conte de Caiazzo cu Gaitelgrima                            | Matilda                                                                                          | Troia 30 aprilie 1139     |
| Guillaume al III-lea 1149–1151                                                              | William I | 1131 fiul lui Roger al II-lea cu Elvira de Castilia                         | Margareta de Navarra 4 copii                                                                     | 7 mai 1166 Palermo        |
| Roger al IV-lea 1156–1161                                                                   |           | 1152 fiul lui Guillaume I al Siciliei cu Margareta de Navarra               | necăsătorit                                                                                      | 1161 Palermo              |

Titlul a rămas vacant după moartea lui Roger al IV-lea. Este posibil să fi reapărut pentru fiul regelui Guillaume al II-lea al Siciliei, care nu a trăit multă vreme. De asemenea, el a fost recreat de către regele Tancred al Siciliei pentru fiul său mai mare în 1189.
| Numele ducelui, anii de domnie | Portretul | Data, locul nașterii, numele părinților                              | Numele soției, anul căsătoriei, numărul copiilor | Anul și locul decesului |
| ------------------------------ | --------- | -------------------------------------------------------------------- | ------------------------------------------------ | ----------------------- |
| Bohemund 1181                  |           | 1181 fiul regelui Guillaume al II-lea al Siciliei cu Ioana de Anglia | necăsătorit                                      | 1181                    |
| Roger al V-lea 1189–1193       |           | 1175 fiul lui Tancred de Lecce cu Sibila de Acerra                   | Irina Angelina 1193 fără copii                   | 1193                    |